# アムル・ディアブ
アムル・ディアブ（アラビア語: عمرو دياب、Amr Diab、1961年10月11日 - ）は、エジプトの歌手、俳優。

## 来歴
- 1983年、アルバム『Ya Tareeq』でデビュー。
- 1996年、アルバム『Nour El-Ain（英語版）』が、アラブ諸国だけでなく、世界的にヒットした[1]。
- 1999年、アルバム『Amarein（英語版）』の収録曲「Albey」でアルジェリアのライ歌手のハレドと共演、同じアルバムの別の収録曲「Bahibak Aktar」でギリシャの歌手のアンジェラ・ディミトリウ（英語版）と共演した。
- 2000年、「Tamally Maak（英語版）」が世界的にヒットし、ロシアの歌手のアブラーム・ルッソ（英語版）にカバーされた。
- 2004年、レコード会社を Alam El Phan（英語版） からサウジアラビア資本 Rotana（英語版） に移籍[2]。
- 2004～2005年、ペプシアラビア社のCMで、ビヨンセ、ジェニファー・ロペス、デビッド・ベッカムと共演した。
- 2016年、レコード会社を Rotana から Nay for Media に移籍。
- 2016年、中東諸国のアーティストのなかではワールド・ミュージック・アワードの最多受賞者として、ギネス世界記録に認定された[3]。

## 人物
- アラブ諸国ではトップクラスの人気を誇るスーパースターであり、アメリカやヨーロッパ諸国、マレーシアでも人気がある。
- ヒット曲が多数、ボリウッドの音楽監督プリータム・チャクラボルティー（英語版）によって盗作されている[4]。
- ホスニー・ムバーラクに対する支持を公言していたため、2011年の革命後、エジプトで人気が落ちていると指摘されている[5]。

## ディスコグラフィー
| スタジオ・アルバム - Ya Tareeq (1983年) - Ghanny Men Albak (1984年) - Hala Hala (1986年) - Khalseen (1987年) - Mayyal (1988年、Relax-In) - Shawaana (1989年、Relax-In) - Matkhafeesh (1990年、Relax-In) - Habiby (1991年、Relax-In) - Ayamna (1992年、Delta Sound) - Ice Cream Fi Gleam (1992年、Delta Sound) - Ya Omrena (1993年、Delta Sound) - W Ylomoony (1994年、Delta Sound) - Ragaeen (1995年、Delta Sound) - Nour El-Ain (1996年、Alam El Phan) - Awedoony (1998年、Delta Sound) - Amarein (1999年、Alam El Phan) - Tamally Maak (2000年、Alam El Phan) - Aktar Wahed (2001年、Alam El Phan、邦題『それは僕さ』) - Allem Alby (2003年、Alam El Phan) - Leily Nahary (2004年、Rotana) - Kammel Kalamak (2005年、Rotana、邦題『カメル・カラマック』) - El Leila De (2007年、Rotana、邦題『今夜』) - Wayah (2009年、Rotana、邦題『ワヤハ〜我が愛とともに』) - Aslaha Btefre' (2010年、Rotana) - Banadeek Ta'ala (2011年、Rotana、邦題『バナディーク・タアラ』) - El Leila (2013年、Rotana) - Shoft El Ayaam (2014年、Rotana、邦題『ショフト・エラヤム〜過ぎ去った日々』) - Ahla w Ahla (2016年、Rotana、邦題『アラ・ワ・アラ』) - Mn Asmaa Allah Al Hosna (2016年、Nay for Media) - Maadi El Nas (2017年、Nay for Media) | ベスト・アルバム - The Best Of (1999年、EMI Arabia) - Amr Diab (1999年、Virgin France) - The Best Of Amr Diab (2001年、EMI Arabia) - Greatest Hits 1986-1995 (2004年、EMI Arabia) - Greatest Hits 1996-2003 (2005年、EMI Arabia) - Greatest Hits 1996-2003 Collector's Edition (2008年) - Gold Collection The Ultimate Originals (2010年、EMI Arabia) リミックス・アルバム - Habibe The Remix Album (2004年、EMI Arabia) |

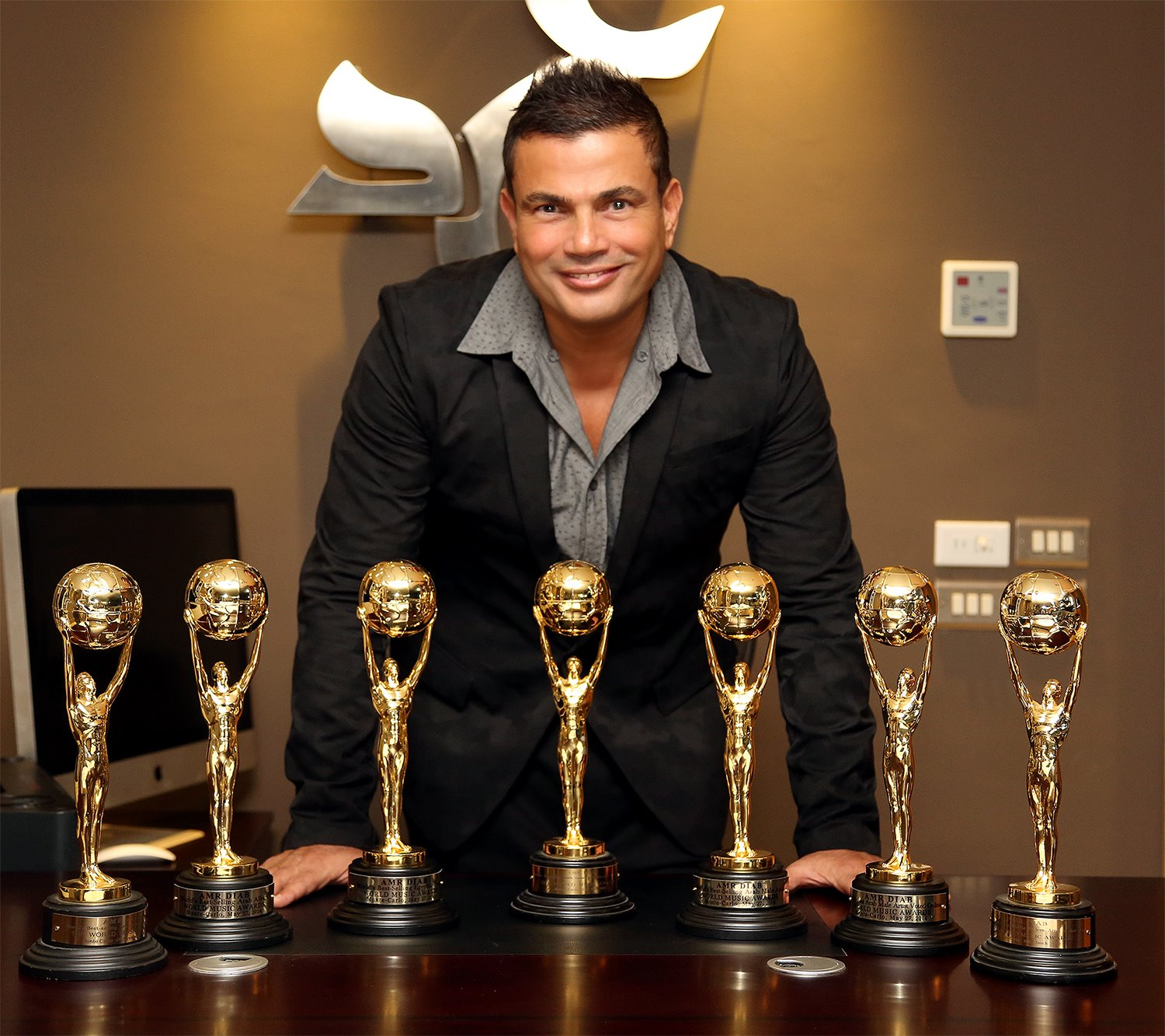
ワールド・ミュージック・アワードの7冠を受賞したアムル・ディアブ